# 진월초등학교 (광주)
진월초등학교(眞月初等學校)는 대한민국 광주광역시 남구에 있는 공립 초등학교이다.

## 연혁
- 1993년 05/06 진월초등학교 개교
- 1994년 03/01 제2차 교단선진화 시범학교 지정
- 1995년 03/01 교단선진화 선도학교 지정
- 1996년 03/01 교과 수업 연구학교 지정(자연과)
- 1997년 03/01 제2차 교단선진화 멀티미디어 활용 시범학교 지정(국어과)
- 1998년 03/01 제3차 교단선진화 시범학교 지정(수준별 교육과정 운영)
- 2001년 03/01 광주광역시교육청 재량활동 시범학교 지정
- 2006년 03/01 광주광역시교육청 효 교육 시범학교 지정
- 2009년 02/12 제16회 졸업(졸업생 누계 총 4,708명 배출)
- 2009년 03/01 광주광역시교육청 디지털 교과서 시범학교 지정(1/2)
- 2010년 02/11 제17회 졸업식(졸업생 332명, 총5040명 졸업)
- 2010년 03/01 41학급 편성(특수학급 1 포함)
- 2010년 03/01 광주광역시교육청 디지털 교과서 시범학교 지정(2/2)
- 2011년 02/19 제18회 졸업(졸업생 누계 총 5,366명 배출)
- 2011년 03/01 광주광역시교육청 건강증진 시범학교 지정
- 2011년 03/01 39학급 편성(특수학급 1 포함)
- 2011년 03/01 제6대 정필연 교장 부임
- 2011년 03/01 광주광역시교육청 건강증진 시범학교 지정
- 2012년 02/15 제19회 졸업(졸업생 누계 총 5,666명 배출)
- 2012년 03/01 41학급 편성(특수학급 1포함)
- 2012년 03/01 광주광역시교육청 건강증진 시범학교(2차) 추가
- 2013년 02/19 제20회 졸업(졸업생 누계 5,977명 배출)
- 2013년 03/01 38학급 편성(특수학급 1 포함)
- 2014년 02/18 제21회 졸업(졸업생 누계 6,231명 배출)
- 2014년 03/01 37학급 편성(특수학급 1 포함)
- 2015년 02/13 제22회 졸업(졸업생 누계 총 6,412명 배출)
- 2015년 03/01 제7대 교장 정순자 선생님 취임
- 2015년 03/01 34학급 편성(특수학급 1포함)